# Arachis angustifolia
Arachis angustifolia là một loài thực vật có hoa trong họ Đậu. Loài này được (Chodat & Hassl.) Killip ex Hoehne miêu tả khoa học đầu tiên năm 1940.